# Sobór św. Andrzeja w Stawropolu
Sobór św. Andrzeja – prawosławny sobór w Stawropolu.

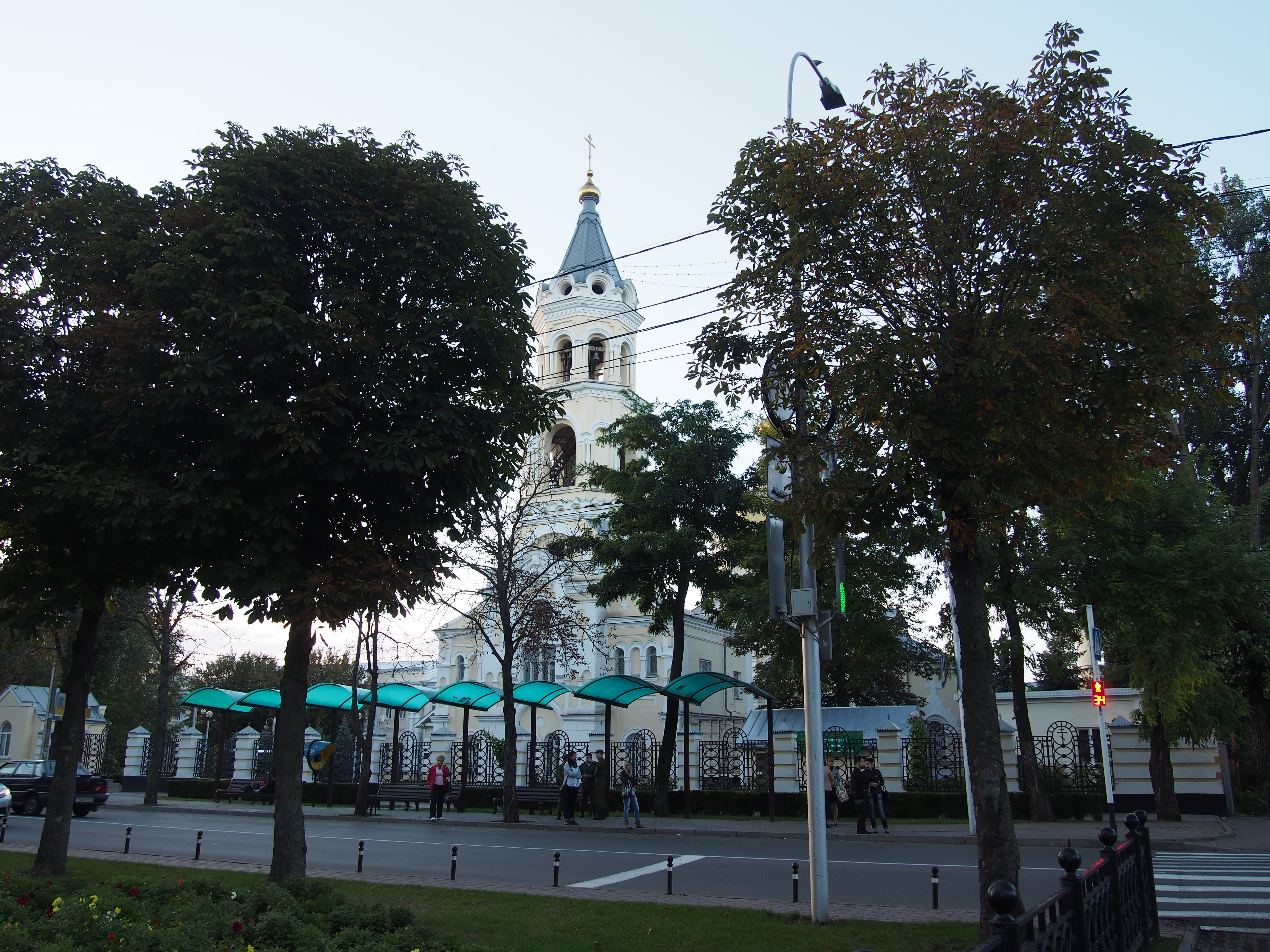

Pierwsza cerkiew pod wezwaniem św. Andrzeja powstała w Stawropolu w 1847. Pięćdziesiąt lat później na jej miejscu powstała nowa świątynia, zaprojektowana przez architekta Kuskowa jako dokładna kopia soboru w rosyjskim skicie św. Andrzeja na Athosie. Obok od 1888 znajdowała się dzwonnica z cerkwią św. Włodzimierza. We wnętrzu znajdował się ikonostas z drewna cyprysowego. W tworzeniu dekoracji malarskiej na ścianach wewnętrznych cerkwi uczestniczył poeta osetyjski Kosta Chetagurow. W latach 1860–1883 cerkiew św. Andrzeja służyła jako świątynia seminaryjna.
W 1919 od nabożeństwa w cerkwi rozpoczął się sobór biskupów przebywających na ziemiach kontrolowanych przez Białe Siły Zbrojne Południa Rosji, na którym utworzono Tymczasowy wyższy zarząd cerkiewny na południowym wschodzie Rosji.
Cerkiew funkcjonowała do lat 30. XX wieku, gdy została odebrana parafii prawosławnej i zaadaptowana na archiwum. Jej wyposażenie uległo wtedy zniszczeniu.
W sierpniu 1942 do Stawropola wkroczyły wojska niemieckie i rumuńskie. Rumuni zorganizowani w cerkwi św. Andrzeja polową świątynię, przenosząc do budynku utensylia cerkiewne eksponowane dotąd w miejscowym muzeum ateizmu (dawniej znajdujące się w zlikwidowanych świątyniach prawosławnych w Stawropolu). Z czasem w obiekcie rozpoczęły się także nabożeństwa w języku cerkiewnosłowiańskim, przeznaczone dla mieszkańców miasta, odprawiane przez duchownych rosyjskich.  
W 1963 cerkiew św. Andrzeja otrzymała status soboru katedralnego eparchii stawropolskiej (dawna katedra, sobór Kazańskiej Ikony Matki Bożej w Stawropolu, została zburzona trzydzieści lat wcześniej). Status katedry posiadała do wyświęcenia odbudowanego soboru Kazańskiej Ikony Matki Bożej w grudniu 2012.
W sąsiedztwie soboru znajdują się nagrobki trzech biskupów stawropolskich: Antoniego (Romanowskiego), Antoniego (Zawgorodnego) i Gedeona (Dokukina).